# 宮城県柴田農林高等学校
宮城県柴田農林高等学校（みやぎけん しばたのうりこうとうがっこう）は、宮城県柴田郡大河原町字上川原にあった県立高等学校。略称は「柴農」（しばのう）。

## 概要
- 設置学科　全日制課程　
  - 食農科学科
  - 動物科学科

（上2つの学科は生産技術系学科）
- - 森林環境科
  - 園芸工学科

（上2つの学科は環境技術系学科）

## 沿革
- 1908年 - 柴田郡立蚕業講習所として創立
- 1923年 - 宮城県柴田農学校に校名改称
- 1926年 - 宮城県柴田農林学校に校名改称
- 1948年 - 現在の宮城県柴田農林高等学校に校名改称
- 2006年 - 土木科を募集停止（2008年廃止）
- 2016年-2021年度に宮城県大河原商業高等学校と合併することが正式に決定される[1]
- 2023年4月 - 大河原産業高等学校が開校[2]。これに伴い、柴田農林高校の募集停止。
- 2025年3月 - 閉校

## 部活動
- 運動部
  - 男女バレーボール部、男女ソフトテニス部、卓球部、硬式野球部、剣道部、ウエイトリフティング部、サッカー部、バドミントン部、柔道部、男女バスケットボール部、ボクシング部
- 文化部
  - 社会科学部、自然科学部、文芸弁論部、写真部、音楽部、美術工芸部、書道部、家庭科部、囲碁将棋部、

## 出身有名人
- 小関幸一 - 宮城県刈田郡七ヶ宿町長
- 三宅義行 - メキシコオリンピック重量挙げ銅メダリスト
- 中森宏

- 宮城もち - アイスリボンプロレスラー

## 最寄り駅
- 東北本線大河原駅より徒歩15分

## その他
- 白石川沿いにある一目千本桜の剪定作業を柴田農林高校の生徒が毎年行っており、ニュースでもたびたび取り上げている。
- 学校名は「柴田」を含めているが、所在地は大河原町である。